# Sungur (ПЗРК)
«Сунгу́р» (тур. Sungur) — турецкий переносной зенитный ракетный комплекс, предназначенный для поражения низколетящих воздушных целей.
Комплекс обеспечивает противовоздушную оборону малой дальности мобильных и стационарных наземных сил и средств на поле боя и в его окрестностях. Разработан в Турции компанией Roketsan.
В 2022 году «Сунгур» принят на вооружение ВС Турции.

## Описание
ПЗРК Sungur призвана заменить состоящий на вооружении ВС Турции ПЗРК Stinger.
Основой комплекса служит зенитная ракета PorSav, разработанная совместно турецкими Roketsan и Aselsan.
По утверждению производителя, данный ПЗРК характеризуется высокой манёвренностью и точностью, возможностью ведения огня в движении и на 360 градусов. Боевая часть ракеты имеет боеголовку весом три килограмма. Прицельный комплекс способен наблюдать, распознавать, идентифицировать и сопровождать цель на большом расстоянии от позиции, днём и ночью. Портативные размеры позволяют интегрировать «Сунгур» в наземные, воздушные и морские платформы.
Головка ракеты использует тепловизионную (инфракрасную) систему самонаведения типа Imagine Infra-Red (IIR). Комплекс классифицируется как ПЗРК четвертого поколения.
Комплекс может быть установлен на многоцелевой бронемашине VURAN 4×4 производства турецкого оборонного производителя BMC.

## ТТХ
- Длина (ракеты): 1,7 м[5]
- Диаметр (ракеты): 0.08 м[5]
- Макс. скорость: 825 м/с (M2,5+)[5]
- Дальность стрельбы: 500-8000 м
- Макс. высота цели: 4000 м